# Jamie Shackleton
Jamie Shackleton (Leeds, 8 de octubre de 1999) es un futbolista británico que juega en la demarcación de centrocampista para el Sheffield United F. C. de la EFL Championship.

## Biografía
Empezó a formarse como futbolista en la cantera del Leeds United F. C. Después de doce temporadas en las categorías inferiores del club, finalmente debutó con el primer equipo el 11 de agosto de 2018 en un encuentro del EFL Championship contra el Derby County F. C., partido que finalizó con un marcador de 1-4 tras los goles de Mateusz Klich, Ezgjan Alioski y un doblete de Kemar Roofe para el Leeds United, y de Tom Lawrence para el Derby County. Tras cuatro años en el primer equipo, en los que logró un ascenso a la Premier League, fue cedido al Millwall F. C. para la temporada 2022-23. La siguiente volvió a Leeds y en julio de 2024, tras rechazar una oferta de renovación, firmó por dos años con el Sheffield United F. C.

## Clubes
| Club                    | País       | Año       | Partidos | Goles |
| ----------------------- | ---------- | --------- | -------- | ----- |
| Leeds United F. C.      | Inglaterra | 2018-2022 | 79       | 2     |
| Millwall F. C. (cedido) | Inglaterra | 2022-2023 | 37       | 0     |
| Leeds United F. C.      | Inglaterra | 2023-2024 | 15       | 0     |
| Sheffield United F. C.  | Inglaterra | 2024-     | 12       | 0     |

## Palmarés

### Campeonatos nacionales
| Título           | Club               | País       | Año  |
| ---------------- | ------------------ | ---------- | ---- |
| EFL Championship | Leeds United F. C. | Inglaterra | 2020 |